# Рударство у Србији
Рударство у Србији је развијено од давнина. На овим просторима рударством су се бавили још Илири, Келти и Трачани. Експанзија рударства на овим просторима започела је у доба Немањића када су владари доводили рударе из других држава, углавном Сасе. Рударством су се бавили и на простору Косова и Метохије. У Србији постоји велики број различитих руда метала и неметала и оне се јављају у значајним количинама. Најзаступљенија је експлоатација гвожђа, хрома, мангана, молибдена, кобалта, кадмијума, бакра, антимона, олова и цинка.

## Руде гвожђа
Руде гвожђа су хематит, магнетит, сидерит и лимонит. Оне служе за добијање сировог гвожђа и челика и основа су развоја металургије. У Србији се руде гвожђа налазе на планинама Рудник, Копаоник (Бело Брдо, Суво Рудиште), и у околини Мајданпека (Рудна Глава, Црнајка).

## Оплемењивачи челика
Посебну групу руда чине оплемењивачи челика. Они му се додају да би се побољшале неке његове карактеристике (проводљивост, еластичност, отпорност на корозију...) У најбитније оплемењиваче челика спадају: хром, манган, молибден, никл, кобалт, кадмијум и волфрам.

### Манган
Манган се додаје челику ради побољшавања јачине, тврдоће и еластичности. Користи се и за добијање разних легура, као и у производњи стакла. Најзначајнија налазишта мангана у Србији су на Копаонику (Бело Брдо) и Златибору (Матаруге, Драгодња и Рајац).

### Хром
Хром спада у ретке метале и служи као оплемењивач челика који побољшава његов квалитет и отпорност. Највећу примену добио је у производњи кугличних лежајева, док предмети који су превучени хром не рђају. Најзначајнија лежишта на простору Србије су Шар планина, околина Призрена, затим Дева код Ђаковице и рудник Бабај Бокс код Пећи. Перспективних налазишта има у околини Ваљева, Чачка и Рашке.

### Молибден
Молибден је редак и цењен метал чија су лежишта у Србији друга по залихама у Европи, одмах иза Норвешке. Служи као оплемењивач челика дајући му на отпорности при великим притисцима. Највећу примену има у војној индустрији. У Србији лежишта ове руде су у југоисточном делу Мачкатица код Сурдулице, Крива Феја код Врања и Бесна Кобила. На Космету Бело Брдо и Гњилане и у карпатском пределу Танда и Црнајка.

### Никл
Примена никла у легирању челика је значајна. Он служи за производњу специјалних тврдих челика, као и за никловање. Лежишта у Србији су значајна и распрострањена: Шумадија (Страгари, Кадина Лука, Ба), долина Ибра (Жељин, Столови) и Космет (Урошевац, Ораховац, Голеш, Косовска Митровица).

### Кобалт
Кобалт је изузетно редак и скупоцен метал. Појачава чврстоћу челика и смањује његову кртост. Највећу примену нашао је у машиноградњи. У Србији се налазе следећа лежишта: Рудник, Суво рудиште на Копаонику, Бесна кобила и Грачаница.

### Кадмијум
Кадмијум се добија као споредни производ при преради цинка. Најширу примену добио је у електро и металопрерађивачкој индустрији. Производи се у Трепчи на Косову и Метохији.

### Волфрам
Волфрам (тунгстен) је метал који служи за добијање и легирање челика потребних за аутомобилску и авионску индустрију. Такође се користи и у машиноградњи, а побољшава чврстоћу и жилавост. Лежишта волфрама у Србији су Благојев Камен (Мајданпек), Нересница (Кучево) и Бесна Кобила.

## Обојени метали
Од обојених метала на простору Србије јављају се бакар, антимон, олово, цинк, бизмут, магнезијум и литијум.

### Бакар
Бакар је метал који се користио још у доба неолита. Његова значај за индустријску производњу је вишеструк. Највећу примену има у електроници, као добар проводник. Лежишта у Србији су следећа: Источна Србија (Бор, Мајданпек, Кривељ, Церово), затим Ваљево и Рудник, те Космет (Бело Брдо, Трепча, Косовска Митровица) и Чадиње крај Пријепоља у југозападном делу земље..

### Олово
Олово је метал који се добија из руде галенита. Користи се у хемијској и војној индустрији, затим у нуклеарној техници и при производњи боја. У Србији се налази велики број лежишта: Авала, Космај, Рудник, Крупањ, Зајача, Велики Мајдан, Костајник, затим Дели Јован и Бесна Кобила, те на Космету - Трепча, Ајвалија, Кижница, Ново Брдо, Јањево.

### Цинк
Цинк је метал који најчешће иде уз олово. Једина разлика је што уз цинкану руду има више племенитих метала. Његов значај и примена су исти као код олова. Лежишта цинка у Србији су иста као и лежишта олова: Авала, Космај, Рудник, Крупањ, Зајача, Велики Мајдан, Костајник, затим Дели Јован и Бесна Кобила, те на Космету - Трепча, Ајвалија, Кижница, Ново Брдо, Јањево.

### Антимон
Антимон спада у групу ретких метала. Служи у производњи електронике, затим у медицини, те у нуклеарној техници или при прављењу легура. Лежишта овог метала у Србији су следећа: у Подрињу (Крупља, Зајача, Рађевина), затим у близини Бујановца и Лиса код Ивањице.

### Бизмут
Бизмут је изузетно редак и скупоцен метал. Служи као додатак легурама, у козметици и као катализатор. Лежишта ове руде у Србији су: у близини Књажевца (Јасикова, Алдинац, Аљин Дол) и на Бесној Кобили.

### Магнезијум
Магнезијум је такође редак и битан метал. Нашао је примену у космичкој индустрији, авиоиндустији, као заштита од корозије и као легура. Најзначајнија налазишта у Србији су: Беочин (Фрушка гора), Авала, Рудник, Копаоник (Жича, Бадањ), те околина Ужица и Чачка.

### Литијум
Литијум је изузетно лак метал сребрнобеле боје. Користи се у индустрији стакла и керамике, затим за производњу батерија, те у хемијској и нуклеарној индустрији. Налазишта овог метала у Србији су скоријег датума по открићу и везана су басен реке Јадар у западној Србији и лежишта новооткривеног минерала јадарита.
Канадска компанија „Ултра литијум“ је објавила да су пронађена нова налазишта литијума и бора на територији Блаца, Лађевца, Прељине, Ваљева, Коцељеве и Трнаве.

## Племенити метали
У групу племенитих метала спадају злато, сребро, платина и жива. Сврставају се у ретке и веома цењене руде.

### Злато
Злато је важан и скупоцен метал, а његова лежишта везана су за еруптивне стене (примарна) и за речне токове (секундарна). Овај племенита руда у Србији се налази у источном делу земље: Бор, Кривељ, Благојев Камен, Мајданпек и у коритима реке Пек и Тимок.Један од рудника злата налази се на Радан планини - Рудник Леце .

### Сребро
Сребро је веома стар и цењен метал, познат још код старих Римљана. Лежишта сребра у Србији су: Карпатски предео (Бор, Кривељ, Мајданпек, Тимок, Благојев Камен, Пек), затим у Шумадији (Рудник) и на Космету (Трепча и Ново Брдо).

### Жива
Жива се убраја у ретке и скупоцене метале и једини је који се јавља у течном стању. Њен значај је велики, па је нашла примену у хемијској индустрији, медицини, електроници и др. У Србија се лежишта живе налазе на следећим локацијама: Авала, Шабац, Дели Јован и Призрен.

### Платина
Платина је изузетно скупоцен и редак метал. Највише се користи за израду накита, али примену је нашао и у електроници, медицини и металургији. Лежишта платине у Србији су у Поморављу, тачније у близини Врњачке Бање и Трстеника.

## Неметали
Значај неметала у индустрији Србије је веома велики. Њихова примена је широког спектра, а лежишта су значајна и богата. У неметале се убрајају: со, камен, гипс, цементи лапорац, кварц, песак, глина, талк, асфалт, азбест, пирит, барит, графит и многи други. У Србији су најзаступљенија следећа лежишта и налазишта.

### Азбест
Азбест је силикатни минерал који се користи у грађевинарству као изолатор и приликом прављења комбинезона отпорних над ватру (ватрогасна одела и сл). Налазишта овог неметала у Србији су - Страгари у Шумадији, затим околина Чачка, долина реке Ибар (Корлаћа) и долина Топлице.

### Барит
Барит је значајан минерал који се користи у нафтној индустрији тј. приликом експлоатације бушотина нафте и гаса у циљу смањења притиска. Налазишта ово неметала у Србији концентрисана су у Карпатском пределу, тачније у долини Поречке реке.

### Магнезит
Магнезит је високоприменљив минерал, који се користи у грађевинарству, медицини, за прављење термоизолација, у војној индустрији и др. Налазишта овог неметала у Србији су - Бадањ, Горњи Милановац, Чачак и Краљево.

### Графит
Графит је угљеников минерал сиве боје. Користи се као термоизолатор, проводник, приликом електролизе и у електроиндустрији. Налазишта овог неметала у Србији су у околини Бујановца и у долини реке Топлице.

### Кварц
Кварц је један од најраспрострањенијих минерала на планети. Његова примена је вишеструка, а најчешће се користи у грађевинској индустрији и при производњи накита. Налазишта ових неметала у Србији су у околини Аранђеловца, и у Рготини

### Глина
Глина је седимент различитог минералног састава (каолинска, бентонитска, лапоровита). Њен значај је велики, па се користи у медицини, грађевинској индустрији, пољопривреди, као и у грнчарству. Најзначајнија налазишта глине у Србији су у околини Аранђеловца.

### Мермер
Мермер је метаморфна стена, веома значајна и вишеструко применљива. Користи се у грађевинској индустрији, затим у уметности (као постоље за споменике, за скулптуре и сл), па чак и у прехрамбеној индустрији. највеће и најпознатије налазиште мермера у Србији је на планини Венчац у близини Аранђеловца.

### Цементи лапорац
Лапорац је седиментна стена чија је основна намена за добијање цемента у грађевинској индустрији. У Србији се налази значајна лежишта овог минерала. Најпознатија су Беочин на Фрушкој гори, затим Раља, Косјерић и Поповац.

### Гипс
Гипс је врло мекан калцијумом минерал који се највише користи у грађевинарству за прављење гипсаних плоча и зидова и у медицини за фиксирање повреда и прелома. Најзначајније лежиште гипса у Србији је у долини реке Груже.

### Зеолит
Зеолит представља хидратисани алумосиликат калцијума, натријума и калијума. Користе се у индустрији као адсорбенти гасова и течности, као катализатори и пречишћивачи. Најпознатија лежишта у Србији су Златокоп, Јабланица, Лужница, Топоница, Мионица, затим Сланци, Велико Село и Игрош.